# Todos Osmačka
Todoś Ośmačka (ukr. Тодось Осьмачка, 3. května 1895, Kucivka, Ukrajina – 7. září 1962, New York, USA) byl ukrajinský spisovatel, básník a překladatel.

## Život
Narodil se ve vesnici Kucivka u Čerkas. Ve dvacátých letech ukončil studia na Kyjevském Iinstitutu Národního Vzdělávaní, posléze pracoval jako učitel. Byl členem literární skupiny „Lanka“. Od roku 1926 byl příslušníkem literární skupiny „Mars“ (Majsternia revoljucijnoho slova). Ve třicátých letech se pokusil o ilegální překročení západní hranice. Následovalo zatčení, věznění a nucený pobyt na psychiatrické léčebně. V roce 1942 se básníkovi podařilo dostat do Lvova, odtud pak do západní Evropy a USA, kde zpočátku pobýval v internačních táborech. Spolupracoval s básnickou skupinou MUR.
Je autorem třech básnických sbírek (Kruča 1922, Skytski vohni 1925, Klekit 1929) a překladů Shakespeara, Oscara Wildea.
Zemřel po vleklé nemoci v New Yorku 7. září 1962 a je pohřbený na hřbitově Bound Brook.

## Dílo

### Poezie
- Kruča 1922
- Skytski vohni 1925
- Klekit 1929
- Poet 1947/54
- Kytyci času 1953
- Iz-pid svitu 1954

### Próza
- Staršyj bojaryn 1946
- Plan do dvoru 1951
- Rotonda dušohubciv 1956